# ۲۲ مه
۲۲ مه در تقویم گرگوری، صد و چهل و دومین (در سال‌های کبیسه صد و چهل و سومین) روز سال است. ۲۲۳ روز تا پایان سال باقی است.

## رویدادها
- ۳۳۴ پیش از میلاد ـ طی نبرد گرانیک قوای اسکندر مقدونی سپاهیان داریوش سوم پادشاه هخامنشی را شکست دادند.
- ۸۵۳ ـ نیروی امپراتوری بیزانس با حمله بندر دمیاط مصر در ساحل دریای مدیترانه آن را نابود کرد.
- ۱۱۷۶ ـ اقدام حشاشین اسماعیلی برای ترور صلاح الدین ایوبی کار به جایی نبرد.
- ۱۸۰۹ ـ طی نبرد اسپرن-اسلینگ ناپلئون بناپارت امپراتور فرانسه برای اولین بار در یک جنگ شکست خورد.
- ۱۸۴۸ ـ برده داری در جزایر مارتینیک ملغی شد.
- ۱۹۰۶ ـ برادران رایت اختراع خود، هواپیما را با ۸۲۱۳۹۳ در ایالات متحده ثبت کردند.
- ۱۹۲۶ ـ چیانگ کای شک رئیس‌جمهور سابق چین کومینتانگ را جانشین حزب کمونیست کرد.
- ۱۹۴۲ ـ مکزیک با جانب داری از متفقین وارد جنگ دوم جهانی شد.
- ۱۹۴۳ ـ ژوزف استالین رهبر وقت شوروی سابق کمینترن را منحل اعلام کرد.
- ۱۹۶۰ ـ بزرگترین زلزله جهان به بزرگی ۹٫۵ ریشتر در جنوب شیلی ۵۷۰۰ کشته برجای گذاشت.
- ۱۹۷۲ ـ حاکمیت سیلان با مدون کردن قانون اساسی جدیدی به جمهوری تغییر یافت و نام این کشور به سریلانکا مبدل شد و این کشور به جمع کشورهای مشترک المنافع پیوست.
- ۱۹۸۰ ـ نامکو شرکت بازی‌سازی ژاپنی بازی پرطرفدار و مشهور پک-من را منتشر کرد.
- ۱۹۹۰ ـ یمن شمالی وجنوبی با یکدیگر متحد شدند و جمهوری یمن را تشکیل دادند.
- ۱۹۹۰ - شرکت رایانه‌ای مایکروسافت ویندوز ۳٫۰ را منتشر کرد.
- ۱۹۹۲ - مدتی پس از فروپاشی یوگسلاوی، کشورهای بوسنی و هرزگوین، کرواسی و اسلوونی به سازمان ملل متحد پیوستند.
- ۲۰۱۰ - شورای نگهبان قانون اساسی جمهوری اسلامی ایران طی اطلاعیه ای از میان ۱۰۱۴ داوطلب، صلاحیت ۶ تن را برای نامزدی در نهمین انتخابات ریاست جمهوری ایران تایید کرد. این شش تن عبارت بودند از: محمود احمدی‌نژاد، اکبر هاشمی رفسنجانی، مهدی کروبی، محمدباقر قالیباف، علی لاریجانی و محسن رضایی
- ۲۰۱۰ - در اثر سانحه در پرواز شماره ۸۱۲ خطوط هوایی ایر ایندیا اکسپرس در باند فرودگاه بین‌المللی منگلور ۱۵۸ نفر از ۱۶۶ سرنشین هواپیما کشته شدند. این حادثه رتبه سوم وقایع مرگبار هوایی در تاریخ هند را به خود اختصاص داد.
- ۲۰۱۲ - برج مخابراتی توکیو اسکای‌تری، بلندترین برج خوداتکای جهان با ۶۳۴ متر ارتفاع و دومین سازه بلند بشری پس از برج خلیفه دبی، با گذشت چهار سال از کار ساخت و ساز به روی عموم افتتاح شد.

## زادروزها
- ۱۹۰۷ ـ هرژه(ژرژرمی)، نویسنده کتاب‌های کمیک و خالق ماجراهای تن‌تن و میلو.
- ۱۹۶۰ ـ فرحناز منافی ظاهر، بازیگر
- ۱۹۶۸ ـ حسن شیرمحمدی، فوتبالیست
- ۱۹۸۵ ـ الشن مرادی، شطرنج باز
- ۱۹۹۱
  - سوهو، خواننده
  - آرگیشتی کارامیان، سیاستمدار اهل ارمنستان
- ۱۹۹۵ ـ ارسلان قاسمی، بازیگر

حسین شفیعی ۱۹۹۶ cncکار

## درگذشت‌ها
- ۱۴۵۵ ـ شمس‌الدین نواجی، ادیب و شاعر مصری
- ۱۸۸۵ - ویکتور هوگو، نویسنده

## مناسبت‌ها
- روز جهانی تنوع زیستی